# Pomnik Józefa Piłsudskiego w Tarnopolu
Pomnik Józefa Piłsudskiego w Tarnopolu – pomnik ku czci marszałka Józefa Piłsudskiego w Tarnopolu.

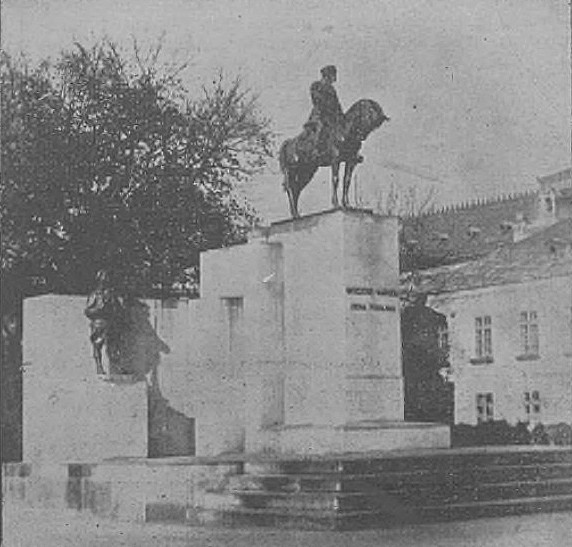
Pomnik Józefa Piłsudskiego w Tarnopolu

## Historia
Władze Tarnopola, który w 1921 stał się stolicą województwa, odczuwały chęć podkreślenia rangi miasta poprzez wznoszenie znaczących budowli. Inicjatorem wzniesienia monumentu było dowództwo 54. pułku piechoty, który stacjonował w mieście. W 1932 (za życia Piłsudskiego) powołano Wojewódzki Komitet Budowy Pomnika Marszałka w Tarnopolu, na czele którego stanął Wacław Żyborski. Od początku myślano o zbudowaniu monumentalnego dzieła. W wyniku hojnej akcji składkowej zebrano wśród mieszkańców Podola sumę 134 046,26 zł. Rozpisano też konkurs wśród polskich artystów, który rozstrzygnięto w 1933. Zwyciężyli Bazyli Wojtowicz i Józef Proszowski z Warszawy, a ich projekt zakwalifikowano do realizacji. Z nieznanych dotąd przyczyn pomnik został jednak ostatecznie wzniesiony według projektu warszawskiego architekta pochodzącego z Tarnopola, Apolinarego Głowińskiego, którego pomnik Adama Mickiewicza ustawiono w mieście w 1923. Projekt obramowania wykonał inż. arch. Wawrzyniec Dayczak.
Pomnik planowano odsłonić na imieniny marszałka, tj. 19 marca 1935. Z nieznanych przyczyn uroczystość przełożono na 3 maja tego samego roku, ale też nie doszła ona do skutku. Piłsudski zmarł 12 maja 1935, co pokrzyżowało szyki organizatorów. Ostatecznie monument odsłonięto 11 listopada 1935, w siedemnastą rocznicę odzyskania niepodległości. W uroczystościach wziął udział wojewoda Kazimierz Gintowt-Dziewiałtowski, a także tysiące mieszkańców Podola. W imieniu miasta opiekę nad pomnikiem przejął prezydent Stanisław Widacki. Podkreślano, że obiekt został wzniesiony bez dotacji centralnych, tylko i wyłącznie z inicjatywy i za środki mieszkańców Podola. 
Monument stał na placu Sobieskiego, naprzeciw kościoła dominikańskiego. Był to jedyny zrealizowany w przedwojennej Polsce monumentalny, konny pomnik marszałka.

## Forma
Według projektu pomnik przedstawiał Józefa Piłsudskiego na koniu (rzeźba miała 3,4 metra wysokości). Figura stała na cokole o wysokości pięciu metrów. Poniżej cokołu, na tle gładkiej ściany stanęły postacie legionisty (z lewej) i żołnierza 54. pułku piechoty (z prawej). 

## Zniszczenie
Pomnik zniszczyli Sowieci, wkrótce po napaści na Polskę i zajęciu miasta w 1939. W jego miejscu postawili pomnik Lenina. Po polskim monumencie nie ma obecnie żadnych śladów.

## Pomnik w Nysie
Pomnik podobny do tarnopolskiego stoi na rynku w Nysie, mieście w dużym stopniu zamieszkanym przez kresowian. Jego autorem jest prof. Marian Molenda.